# کیم جون (بازیگر، زاده ۲۰۱۴)
کیم جون (کره‌ای: 김준؛ زادهٔ ۱۲ مه ۲۰۱۴) بازیگر و مدل اهل کره جنوبی است. او حرفهٔ بازیگری خود را زمانیکه پنج ساله بود آغاز کرد.

## فیلم‌شناسی

### مجموعه تلویزیونی
| سال       | عنوان             | نقش                   | توضیحات           | منابع |
| --------- | ----------------- | --------------------- | ----------------- | ----- |
| ۲۰۱۹      | نجاتم بده ۲       | پسر ۶ ساله در رستوران | سیاهی‌لشکر، قسمت ۱ | [ ۲ ] |
| ۲۰۲۰–۲۰۲۱ | پلی‌لیست بیمارستان | لی وو جو              | فصل ۱–۲           | [ ۳ ] |
| ۲۰۲۲      | تابستان درخشان    | به جون                |                   | [ ۴ ] |